# Nyheim Hines
Nyheim Hines (Garner, 12 novembre 1996) è un giocatore di football americano statunitense che milita nel ruolo di running back per i Cleveland Browns della National Football League (NFL).

## Carriera universitaria
Hines giocò all'Università della Carolina del Nord dal 2015 al 2017.  Nella sua stagione come junior nel 2017, Hines corse 197 volte per 1.112 yard e 12 touchdown. A fine della stagione decise di rinunciare alla sua stagione da senior per partecipare al Draft NFL 2018. Concluse la sua carriera universitaria con 1.400 yard corse e 13 touchdown su corsa.

## Carriera professionistica

### Indianapolis Colts
Hines fu scelto nel 4º giro (104º assoluto) nel Draft NFL 2018 dagli Indianapolis Colts. Nel suo debutto da professionista, nella partita del primo turno contro i Cincinnati Bengals, corse cinque volte per 19 yard e ed ebbe sette ricezioni per 33 yard. Nel turno successivo contro i Washington Redskins, Hines segnò il suo primo touchdown da professionista su una corsa da 8 yard. Nella partita del quarto turno contro gli Houston Texans registrò nove ricezioni per 63 yard e due touchdown. Terminò la sua stagione da rookie con 16 presenze (di cui quattro da titolare), 85 corse per 314 yard e due touchdown; in aggiunta fece registrare 63 ricezioni per 425 yard e due touchdown su ricezione.
Il 10 settembre 2021 Hines firmò un rinnovo triennale del valore di 18,6 milioni di dollari.

### Buffalo Bills
Il 1º novembre 2022 i Colts scambiarono Hines con i Buffalo Bills per il running back Zack Moss e una scelta del sesto giro del Draft NFL 2023. Nell'ultimo turno della stagione 2022 ritornò il kickoff di apertura per 96 yard in touchdown, il primo giocatore dei Bills a riuscirvi dopo tre anni e tre mesi. Nella stessa partita in seguito ritornó un altro kickoff in end zone, questa volta per 101 yard. Tale prestazione assunse particolare significato poiché avvenuta nella partita successiva al collasso in campo del compagno Damar Hamlin, con un solo allenamento alle spalle in tutta la settimana. Per questa prestazione fu premiato come giocatore degli special team della AFC della settimana.
Il 24 luglio 2023 fu annunciato che Hines avrebbe perso tutta la stagione successiva per un infortunio a un ginocchio.

### Cleveland Browns
Il 13 marzo 2024 Hines firmò con i Cleveland Browns. Prima dell'inizio della stagione regolare fu inserito in lista infortunati.

## Palmarès
- Giocatore degli special team della AFC della settimana: 1

18ª del 2022